# Salgueiro Atlético Clube
Il Salgueiro Atlético Clube, conosciuto semplicemente come Salgueiro, è una società calcistica brasiliana con sede nella città di Salgueiro, nello stato del Pernambuco.

## Storia
Il club è stato fondato il 23 maggio 1972. Il club ha partecipato al Campeonato Brasileiro Série B nel 2011, arrivando al penultimo posto. Nel 2013, il club ha raggiunto gli ottavi di finale di Coppa del Brasile, dove è stato eliminato dall'Internacional, dopo aver eliminato al primo turno il Boa Esporte, al secondo turno il Vitória, e al terzo turno il Criciúma.

## Palmarès

### Competizioni statali
- Campionato Pernambucano: 1

2020
- Campeonato Pernambucano Série A2: 1

2007